# Львиное логово

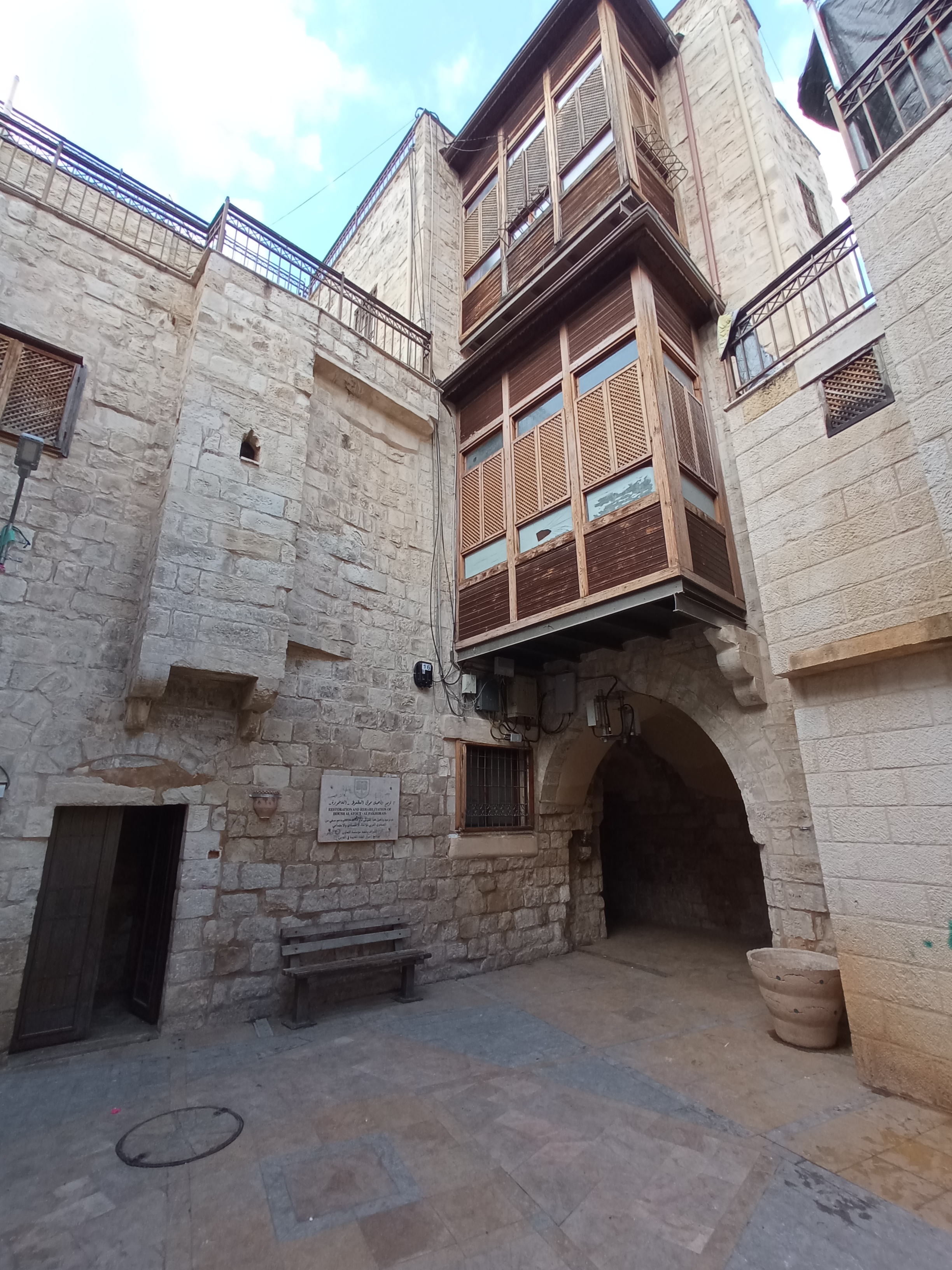
Штаб-квартира Львиное логово — Старый город Наблуса

«Льви́ное ло́гово» или «Логово Львов» (араб. عرين الأسود‎ «Арин аль-Асуд») — вооружённая палестинская группа, действующая на Западном берегу, в частности в городе Наблус. Группа возникла в августе 2022 года после убийства израильскими войсками Ибрагима аль-Наблуси, видного боевика из Наблуса по прозвищу «Наблусский лев». В её состав входят члены других палестинских военизированных организаций (включая ФАТХ, ХАМАС, «Исламский джихад» и Народный фронт освобождения Палестины). Считается, что базируется в «касбе» (старом городе) Наблуса.
Организация была основана 25-летним палестинцем по имени Мохаммед аль-Азизи, более известным как «Абу Салех», и его 28-летним другом Абдель Рахман Субох или «Абу Адам». Они оба были убиты в бою в июле 2022 года. Популярность организации среди палестинцев на Западном берегу возросла, поскольку её боевики регулярно делятся видео своих нападений на платформах TikTok и Telegram. Их учётная запись TikTok была заблокирована в октябре 2022 года, в результате чего группа опубликовала остальные свои видео в своей учётной записи Telegram, которая по состоянию на 24 февраля 2023 года насчитывает 238 000 подписчиков.
Организация причастна к ряду терактов против израильтян, начиная с августа 2022 года.
По состоянию на середину октября 2022 года более десяти боевиков отряда были убиты ЦАХАЛом и ЯМАМом, а четверо арестованы.
В ночь с 26 на 27 октября, 5 активистов организации, в том числе и её лидеры сдались властям Палестинской автономии. Среди них:
- Мухаммад Яиш
- Мухаммад Альхафи
- Махмуд Аль-Бана
- Маджхад Акуб
- Эмад Джаара